# Pierre Rouillé de Marbeuf
Pierre Rouillé de Marbeuf (ur. 1657, zm. 1712) – francuski dyplomata.
Był przedstawicielem dyplomatycznym Królestwa Francji w Lizbonie (1698–1703), Monachium (1704), Brukseli (1704–1706), holenderskiej Hadze (1709) i ponownie w Portugalii w latach 1709–1712. 17 marca 1709 roku został szefem Wielkiej Rady państwowej (Grand Conceil).
Podczas misji w Portugalii udało mu się przekonać króla Piotra II, by poparł Burbona, a nie Habsburga na tron hiszpański. Jego synem był przyszły francuski MSZ Antoine Louis Rouillé (1689–1761).